# Pteralopex pulchra
Pteralopex pulchra (Flannery, 1991) è un pipistrello appartenente alla famiglia degli Pteropodidi, endemico di una delle Isole Salomone.

## Descrizione

### Dimensioni
Pipistrello di medie dimensioni, di cui è noto soltanto un individuo di sesso femminile, catturato nel 1990 ed ora depositato presso l'Australian Museum di Sydney con la lunghezza della testa e del corpo di 161,8 mm, la lunghezza dell'avambraccio di 117,9 mm e un peso fino a 280 g.

### Aspetto
La pelliccia è lunga, densa e lanosa. Le parti dorsali sono nerastre, mentre le parti ventrali sono giallastre. Il muso è lungo ed affusolato, gli occhi sono grandi con l'iride rosso brillante. Le orecchie corte, strette, appuntite e sono completamente nascoste nella pelliccia. Le membrane alari sono nere, ricoperte vistosamente di macchie bianche sulla superficie ventrale. La tibia è ricoperta di peli. È privo di coda, mentre l'uropatagio è ridotto ad una sottile membrana lungo la parte interna degli arti inferiori.

## Biologia

### Riproduzione
L'unica femmina catturata nel mese di maggio era in fase di allattamento. 

## Distribuzione e habitat
L'unico esemplare conosciuto è stato catturato a 1.230 metri di altitudine sul Monte Makarakomburu, sull'Isola di Guadalcanal, nelle Isole Salomone.
Vive nelle foreste primarie umide montane.

## Conservazione
La IUCN Red List, considerato che il numero di adulti è probabilmente inferiore a 350 e probabilmente in lento declino, classifica P. pulchra come specie in grave pericolo (CR).